# Hasegawa Kazuo

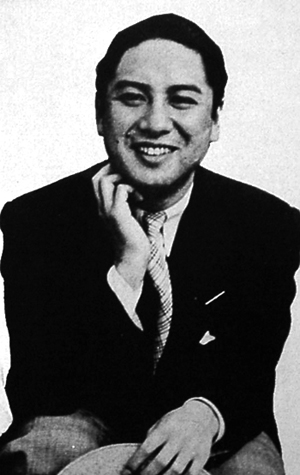
Hasegawa Kazuo

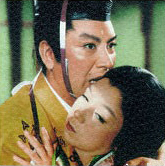
Poster 地獄門

Hasegawa Kazuo (japanisch 長谷川 一夫; geb. 27. Februar 1908 in Kyōto; gest. 6. April 1984 in Tōkyō) war ein japanischer Film- und Theaterschauspieler. Er trat zwischen 1927 und 1963 in mehr als 300 Filmen auf.

## Leben und Werk
Hasegawa Kazuo nahm schon als Grundschüler Schauspielunterricht bei Nakamura Ganjirō I. (初世 中村 鴈治郎) und trat unter dem Namen Hayashi Chōmaru (林 長丸) auf. Als am Ende der Taishō-Zeit das Filmunternehmen Shōchiku in Schwierigkeiten geraten war, wurde er als „schöne junge Mann“ (美男子, Binanshi) zum Retter. Er änderte seinen Namen zu Hayashi Chōjirō (林長二郎), wurde 1927 im Film „Chigo no kempō“ (稚児の剣法) – „Die Fechtkunst des Chigo“ mit großer Propaganda angekündigt, was dazu beitrug, dass der Film ein Erfolg wurde. Auf der Welle des „schönen Fechters“ (美剣士, Bikenshi) wurde er zum Star in der Filmwelt.
In den nächsten elf Jahren wirkte Hasegawa für Shōchiku in etwa 120 Filmen mit, wobei sein Auftritt als in einer Doppelrolle als die weibliche Person „Yuki no jō“ (雪之丞) und als rätselhafter Dieb „Yamitarō“ (闇太郎) in „Yuki no jō no henge“ (雪之丞変化), gedreht 1935 bis 1936 ein großer Hit wurde. Als 1937 sein Vertrag auslief und er bekannt gab, zu Tōhō zu wechseln, wurde von einer verärgerten Person an der linken Backe verletzt. Er nannte sich nun Hasegawa Kazuō und spielte die Hauptrollen in „Tōjūrō no koi“ (藤十郎の恋) – „Die Liebe des Tōjūrō“ „Tsuruhachi und Tsurujirō“ (鶴八鶴次郎) und anderen in Filmen. 1942 gründete er das Shin-Engiza-Theater (新演伎座) und begann auf der Bühne aufzutreten.
Nach Ende des Pazifikkriegs wechselte Hasegawa von Tōhō zum Filmunternehmen Daiei (大映) und trat in Filmen auf wie „Jigoku-mon“ (地獄門) – „Das Höllentor“, „Chikamatsu monogatary“ (近松物語) – „Die Chikamatsu-Geschichte“ und in der Serie „Zenigata Heiji“ (銭形平次). 1963 spielte er in „Edo mujō“ (江戸無情) – „Edo ohne Mitleid“ mit und verließ dann aber Daiei. Er trat  wieder auf der Bühne auf, und zwar hauptsächlich im „Tōhō Kabuki“ (東邦歌舞伎). Daneben wirkte er in Fernsehserien mit, wie „Akō rōshi“(赤穂浪士) – „Die Herrenlosen Samurai von Akō“, also die 47 Rōnin, und „Hanshichi torimono-chō“ (半七捕物帳) – „Erinnerungen das Detektivs Hanshichi“.